# Tafilalt

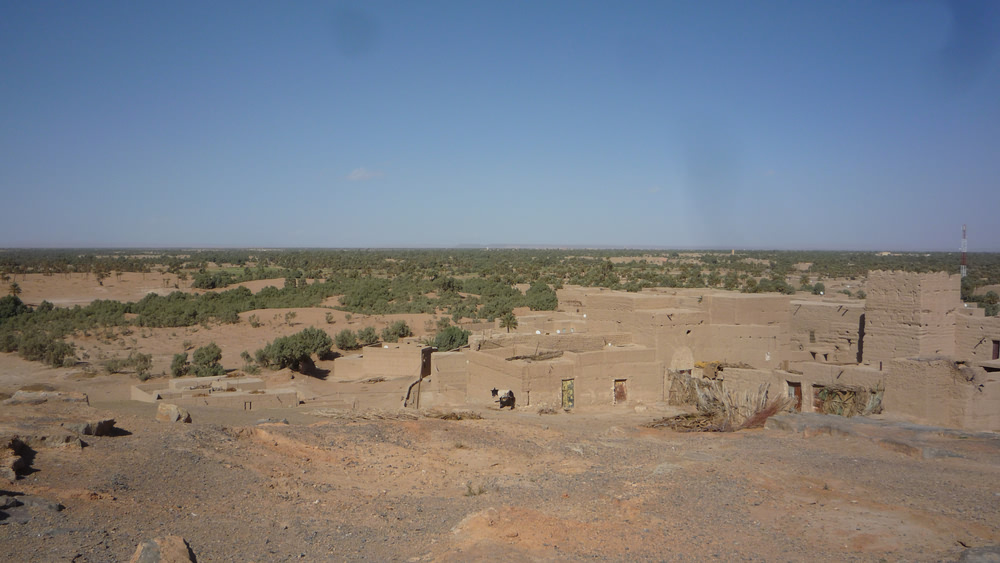
Panoramabild över Tafilalt-oasen

Tafilalt eller Tafilet är en oasgrupp i Marocko, på sydsidan av Haut-Atlas. Här odlas dadlar och fikon. Oasen var ett betydande handelscentrum på 700-talet. Den vattnas av floden Ziz, som blott tidtals för vatten. I oasen ligger orten Rissani och ruinerna av Sijilmasa, som grundades 757 och under den tidiga medeltiden var känt för sin högskola.

## Bildgalleri

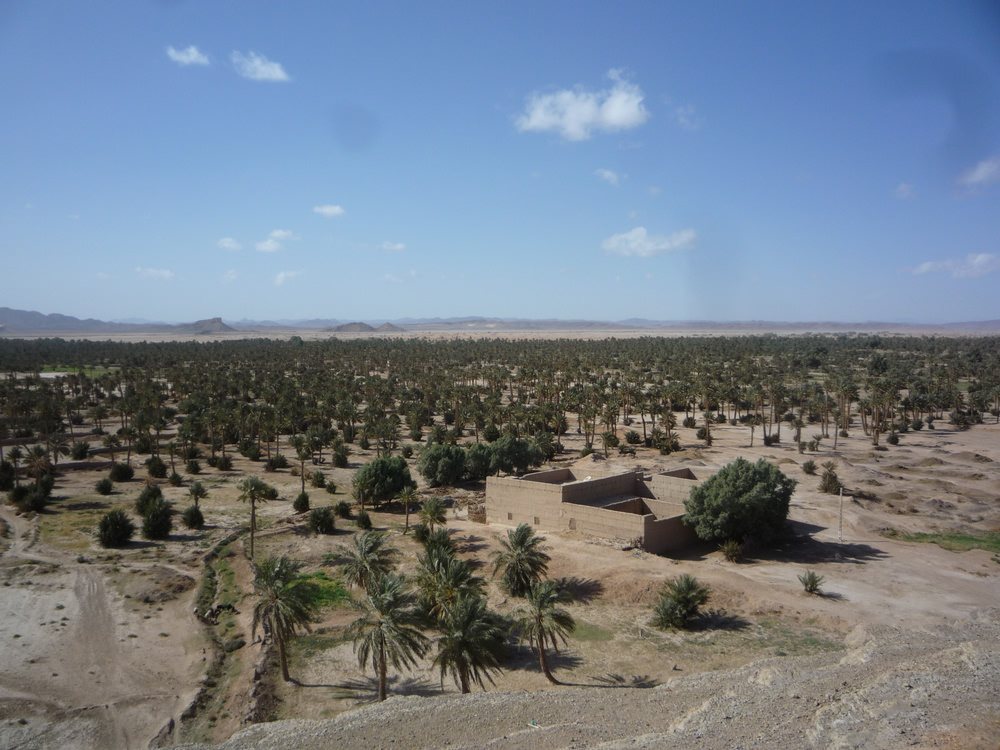
Utsikt från Tingheras mot Tafilalet-oasen
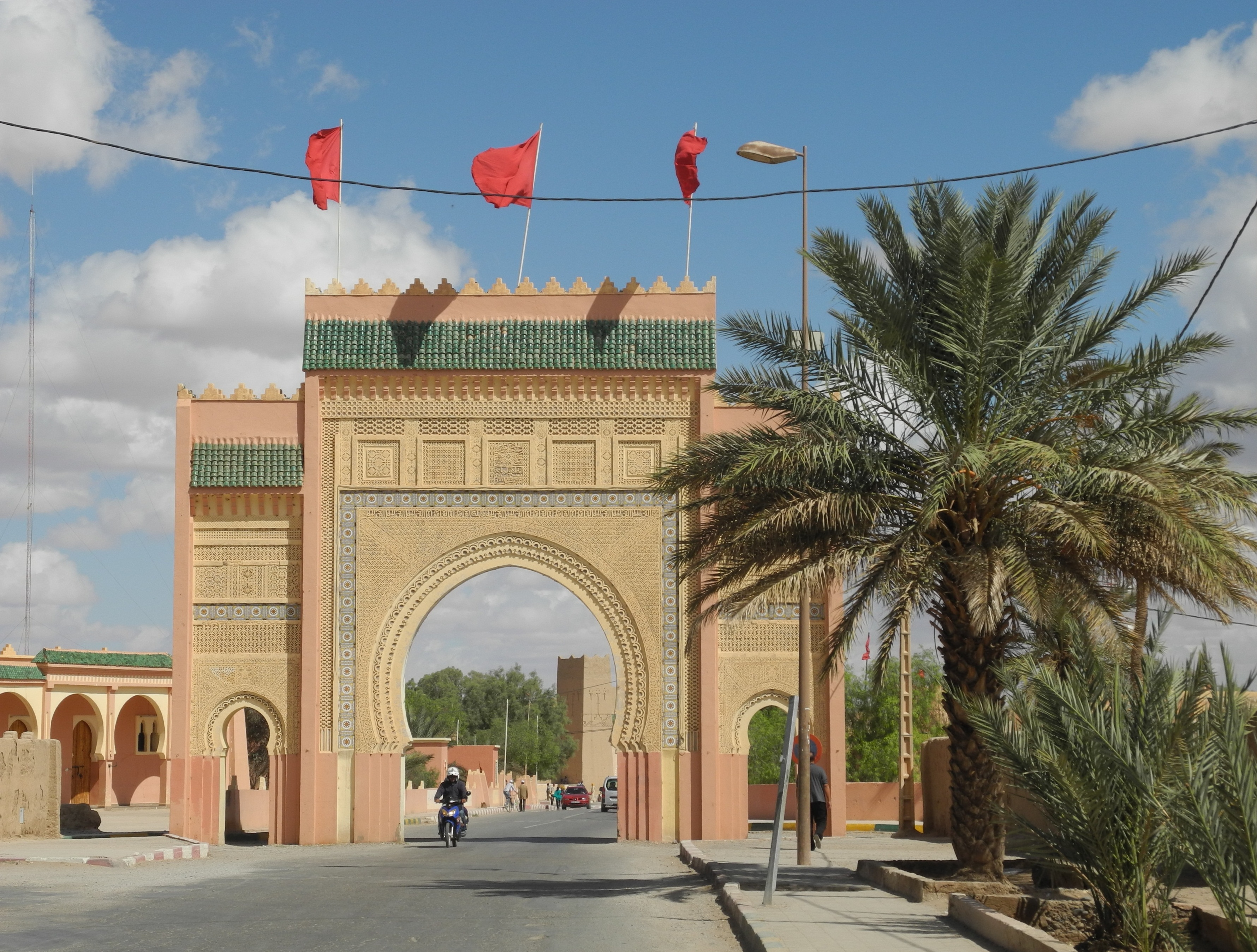
Stadsport i Rissani
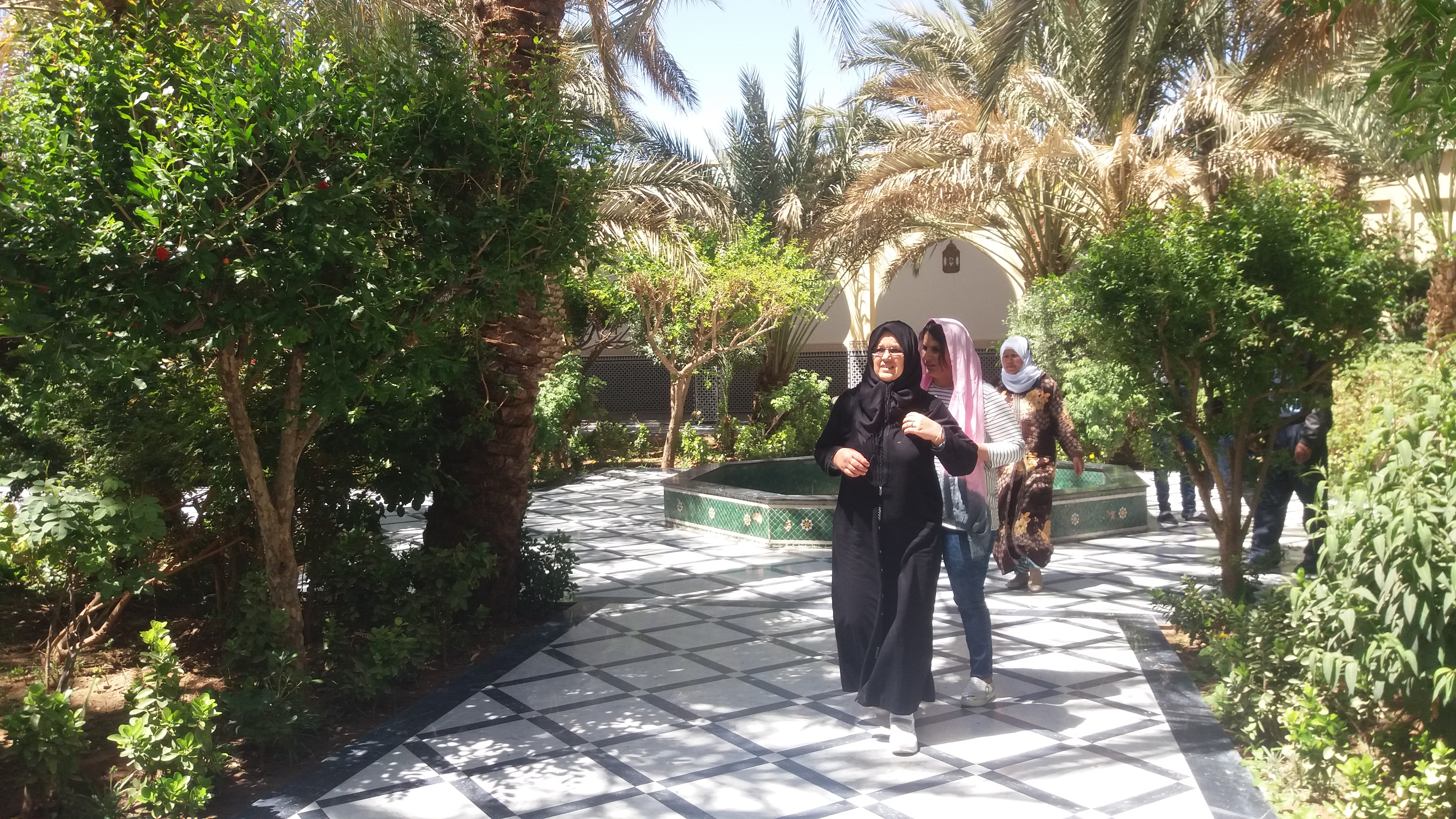
Moulay Ali Cherif-mausoleets trädgård
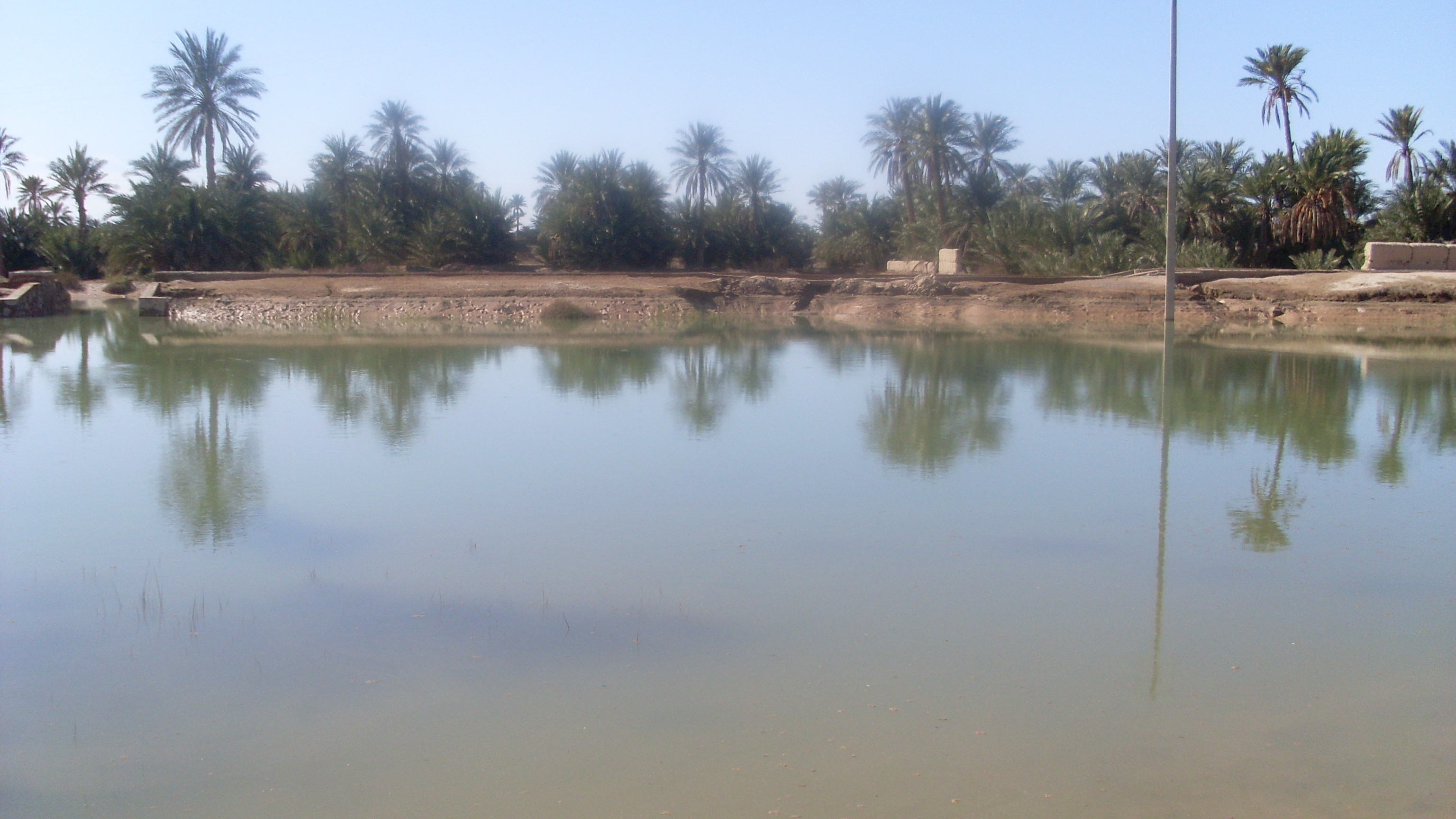
Rissani